# Maja e Thatë
Maja e Thatë es un pico montañoso de los Alpes albaneses (Prokletije) de 2.406 metros de altura en Albania. Está ubicado dentro del Parque nacional del valle Valbona, aproximadamente 2 km al noroeste de Valbona y se eleva a más de 1,500 m sobre el pueblo. Las laderas más bajas del sur y el oeste de la montaña son relativamente ricas en bosques de hayas y pinos, mientras que las laderas más altas consisten en dolomitas muy empinadas y paredes de roca caliza, adecuadas para el alpinismo y la escalada en roca.

## Visión general
Maja e Thatë tiene una elevación de 2,406 m y está ubicado al noroeste de la aldea de Valbona, en el distrito de Tropojë, condado de Kukës, en Albania. Se encuentra dentro del macizo de Kolata, en la parte oriental de la cordillera de los Alpes albaneses (Prokletije). Maja e Thatë se eleva por encima de la aldea de Valbonë en más de 1.500 m, pero al estar rodeado de picos más altos dentro de su macizo y debido a que los pasos montañosos de gran altitud lo conectan con ellos, la prominencia topográfica de Maja y Thatë es insignificante.
El paso de montaña Qafa e Rupës (Qafa e Kuqe), a 2130 m de altitud al noroeste de Maja y Thatë, lo separa de Maja y Rosit (2524 m), mientras que el paso de montaña de Rrethi i Bardhë (en albanés: Qafa e Rrethit të Bardhë) en el este separa a Maja e Thatë de Maja e Lugut të Ujit (2482 m), que forma parte del bloque Kolata.
La actividad glacial al norte de la montaña ha creado varios pequeños circos en sus canales circundantes (albanés: Lug): Lugu i Rupës, que se extiende a lo largo en dirección este-oeste y Lugu i Persllopit, al noreste de la montaña y en dirección SW-NE. El sendero más corto conecta su aldea más cercana, Valbonë con Maja y Thatë a través de Lugu i Rupës. Se puede llegar a la montaña desde Vusanje en Montenegro a través del puerto de montaña de Persllopi (2039 m) que es parte de la frontera entre los dos países, que posteriormente continúa con Persllopi a través de (en albanés: Lugu i Persllopit) al oeste de la montaña Kollata (2555 m) hasta los pies de la rocosa cara noreste de Maja e Thatë. El pico parece inexpugnable desde el noreste debido a sus caras rocosas muy empinadas, que comienzan directamente desde la superficie del canal.
La cima es una cresta afilada y de bordes irregulares. Las monoclinas horizontales son visibles a través de toda la cara rocosa del norte de la montaña, lo que le da un aspecto imponente.
Maja e Thatë se puede ver bastante impresionante desde los picos más altos de Gryka e Hapët -Cordillera de Zhaborre, que corre en dirección suroeste-noreste, al sur de los pueblos Rragam y Valbona , así como desde  Maja e Rosit.

## Atracciones

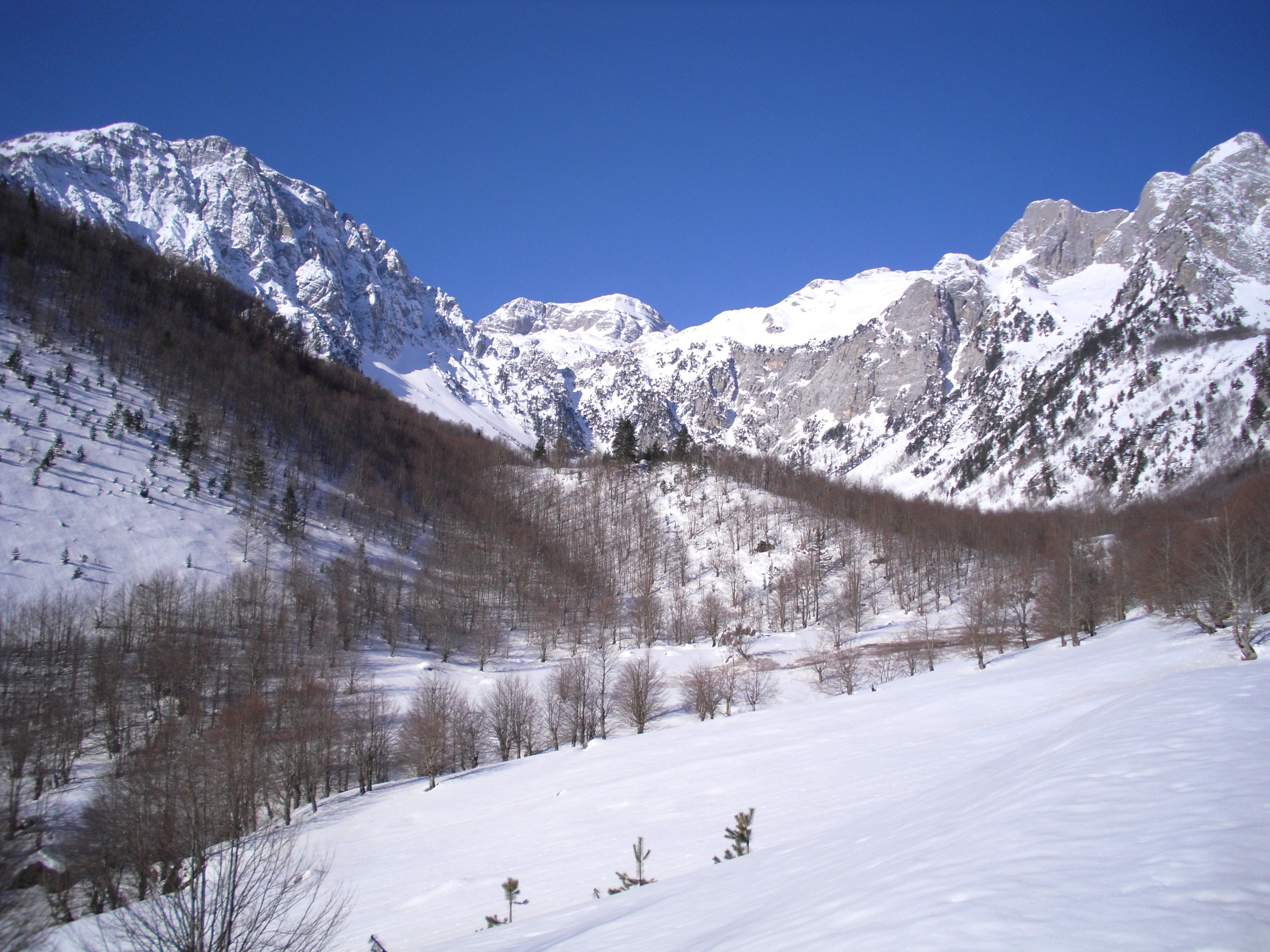
El valle glaciar de Kukaj y la Cresta del Lago cumbre redonda (2694 m) sobre el fondo central

Maja e Thatë tiene un pico bien diferenciado y representa un atractivo turístico para los amantes de la naturaleza y la montaña, montañeros y excursionistas en general. Además de los valores estéticos de la montaña, en su vecindad sur se encuentran tres monumentos naturales.
- Cueva de Haxhia

La Cueva de Haxhia, un monumento natural de Albania, está ubicada en las laderas del sur de Maja e Thatë, cerca de la aldea de Valbonë, a 1630 m sobre el nivel del mary tiene 120 m de largo. Se descubrió un manantial de agua muy fría de +5.4 C en su interior.
- Valle glaciar de Kukaj

El valle glaciar de Kukaj (en albanés: Lugina e varur akullnajore e Kukajt) se encuentra debajo de las laderas del suroeste de Maja e Thatë, que rodeas el arroyo de Kukaj, (un afluente del río Valbona) entre el macizo de Jezercë en el oeste y el de Kolata en el este. Tiene 2.7 km de largo y está cubierto por un bosque de hayas y de pino negro europeo. El valle es un Monumento Natural de Albania.
- Bosque de pícea de Noruega en Valbona

Situado en el valle de Valbonë, entre las aldeas de Rragam y Valbonë, en el bosque de abeto noruego de Valbona (en albanés: Hormoqi i Valbonës), es el bosque más grande de su tipo en Albania. Está declarado Monumento Natural de Albania.